# Hoplismenus morulus
Hoplismenus morulus är en stekelart som först beskrevs av Thomas Say 1829.  Hoplismenus morulus ingår i släktet Hoplismenus och familjen brokparasitsteklar.

## Underarter
Arten delas in i följande underarter:
- H. m. flavitarsis
- H. m. pacificus